# ردفال
رِدفال (انگلیسی: Redfall) یک بازی ویدئویی در سبک تیراندازی اول شخص است که توسط آرکین استودیوز توسعه یافته و به‌وسیلهٔ بتزدا سافت‌ورکز منتشر شد. این بازی در ۲ مه ۲۰۲۳ برای ایکس‌باکس سری اکس/اس و مایکروسافت ویندوز منتشر شده‌است. این بازی در زمانِ انتشار نقدهای منفی به‌دلیل روندبازی، عملکرد سرورها و داستان‌سرایی‌اش دریافت کرد.

## روندبازی
رِدفال، یک بازی تیراندازی اول-شخص است که دنیای آن به صورت جهان باز کاملاً برای جست‌وجو آزاد است. بازیکنان می‌توانند به‌صورت چندنفره گروهی یا تک‌نفره به تجربهٔ آن بپردازند که هر دو نیازمند اتصال به اینترنت می‌باشد. بازیکنان در نقش چهار شخصیت لیلا الیسون، جیکوب بویِر، دِمی دِ لا روسا و دوایندر کراسلی بازی را تجربه می‌کنند که هرکدام قابلیت‌های خاصِ خود را دارند. بازیکنان، باید به کشتنِ خون‌آشام‌هایی بپردازند که هرکدام بر ناحیه‌ای از شهر رِدفال تسلط دارند و بازیکنان باید برای نابودی آن‌ها تلاش کنند. بازی، شامل موسیقی‌های دلهره‌آوری می‌شود که وقتی بازیکن وارد محیطِ جدیدی می‌شود به گوش می‌رسند. بازی، سلاح‌های متنوعی را شامل می‌شود که تپانچه، تک‌تیرانداز، ساچمه‌زن و… را شامل می‌شود. بازیکنان امکان نشستن برای مخفی‌کاری و تمام‌کردن (Finisher) دشمنان را دارند. بازیکنان می‌توانند برای جست‌وجوی سلاح و تجهیزات شهر رِدفال را جست‌وجو کنند و حتّی به پرونده‌هایی برسند که شرحی از داستان است.

## داستان
داستان بازی حولِ شهری در ایالت ماساچوست آمریکا با نام «رِدفال» است. پس از این‌که دانشمندان و محققان سعی کردند تا راهِ درمان چند بیماری را پیدا کنند، ناگهان اتفاقی رخ داد که باعث شد مردمان شهر تبدیل به خون‌آشام‌هایی بی‌رحم شوند. حال، بازیکنان در نقش چهار شخصیت لیلا الیسون، جیکوب بویِر، دوایندر کراسلی و رِمی دِ لا روسا باید به نابودی خون‌آشام‌هایی بپردازند که به ردفال تسلط پیدا کرده‌اند. پس از این‌که خون‌آشام‌ها به این شهر هجوم آوردند، آن‌ها نورِ خورشید را از مردمان این شهر منع و تاریکیِ مطلق را بر این شهر تحمیل کردند.
وظیفهٔ بازیکنان در رِدفال، تلاش برای نابودی خون‌آشام‌ها و بهبودِ وضعیّت شهر است.

## متاکریتیک
این بازی به دلیل باگ‌های متعدد و مشکلات فنی نمره ۵۳ را از نقد ۵۸ منتقد دریافت کرد که نمره ضعیفی به‌شمار می‌رود. همچنین کاربران نمره ۲٫۱ را به این بازی دادند.